# Гавиан
Гавиа́н (порт.  Gavião; [gɐvi'ɐ̃ũ]) — посёлок городского типа в Португалии, центр одноимённого муниципалитета в составе округа Порталегри. Численность населения — 1,8 тыс. жителей (посёлок), 4,3 тыс. жителей (муниципалитет). Посёлок и муниципалитет входят в экономико-статистический регион Алентежу и субрегион Алту-Алентежу. По старому административному делению входил в провинцию Алту-Алентежу.
Праздник посёлка — 23 ноября.

## Расположение
Посёлок расположен в 49 км северо-западнее города Порталегри на левом берегу реки Тежу.
Муниципалитет граничит:
- на севере — муниципалитет Масан
- на востоке — муниципалитет Низа
- на юго-востоке — муниципалитет Крату
- на юго-западе — муниципалитет Понте-де-Сор
- на западе — муниципалитет Масан, Абрантиш

## Население
| Население муниципалитета Гавиан (1801—2004) | Население муниципалитета Гавиан (1801—2004) | Население муниципалитета Гавиан (1801—2004) | Население муниципалитета Гавиан (1801—2004) | Население муниципалитета Гавиан (1801—2004) | Население муниципалитета Гавиан (1801—2004) | Население муниципалитета Гавиан (1801—2004) | Население муниципалитета Гавиан (1801—2004) | Население муниципалитета Гавиан (1801—2004) |
| ------------------------------------------- | ------------------------------------------- | ------------------------------------------- | ------------------------------------------- | ------------------------------------------- | ------------------------------------------- | ------------------------------------------- | ------------------------------------------- | ------------------------------------------- |
| 1801                                        | 1849                                        | 1900                                        | 1930                                        | 1960                                        | 1981                                        | 1991                                        | 2001                                        | 2004                                        |
| 1462                                        | 3793                                        | 6462                                        | 9168                                        | 10 049                                      | 6850                                        | 5920                                        | 4887                                        | 4453                                        |

## История
Посёлок основан в 1519 году.

## Районы
| Фрегезии (районы) муниципалитета Гавиан | Фрегезии (районы) муниципалитета Гавиан | Фрегезии (районы) муниципалитета Гавиан | Фрегезии (районы) муниципалитета Гавиан | Фрегезии (районы) муниципалитета Гавиан | Фрегезии (районы) муниципалитета Гавиан | Фрегезии (районы) муниципалитета Гавиан |
| --------------------------------------- | --------------------------------------- | --------------------------------------- | --------------------------------------- | --------------------------------------- | --------------------------------------- | --------------------------------------- |
| №                                       | Наименование                            | Оригинальное наименование               | Кол-во жителей чел.(2001)               | Территория км²                          | Плотность чел./км²                      | Почтовый индекс                         |
| 1                                       | Аталая                                  | Atalaia                                 | 165                                     | 19,35                                   | 8,53                                    | 6040-000 ATALAIA GAVIAO                 |
| 2                                       | Белвер                                  | Belver                                  | 900                                     | 69,71                                   | 12,91                                   | 6040-000 BELEVER GAVIAO                 |
| 3                                       | Коменда                                 | Comenda                                 | 982                                     | 89,85                                   | 10,93                                   | 6040-000 COMENDA                        |
| 4                                       | Гавиан                                  | Gavião                                  | 1 814                                   | 57,85                                   | 31,36                                   | 6040-000 GAVIAO                         |
| 5                                       | Маржен                                  | Margem                                  | 1 026                                   | 56,79                                   | 18,07                                   | 6040-000 MARGEM                         |

## Известные уроженцы
- Франсишку Ролан Прету, лидер португальского национал-синдикализма
- Адриану Пекиту Ребелу, идеолог лузитанского интегрализма, политический лидер землевладельцев Алентежу